# مارك هارفي (باحث)
مارك هارفي (بالإنجليزية: Mark Stephen Harvey)‏ هو عالم العنكبوتيات ‏ وباحث أسترالي، ولد في 17 سبتمبر 1958.